# Brachytria gulosa
Brachytria gulosa là một loài bọ cánh cứng trong họ Cerambycidae.